# Hesperides Rupes
L'Hesperides Rupes è una struttura geologica della superficie di Mercurio.